# Арысь (Отрарский сельский округ)
Арысь (каз. Арыс) — село в Отырарском районе Туркестанской области Казахстана. Административный центр Отрарского сельского округа. Код КАТО — 514847100.

## Население
В 1999 году население села составляло 2987 человек (1510 мужчин и 1477 женщин). По данным переписи 2009 года, в селе проживали 2984 человека (1534 мужчины и 1450 женщин).